# Heart to Heart (film, 1928)
Pour l’article homonyme, voir Heart to Heart.
Pour plus de détails, voir Fiche technique et Distribution.
Heart to Heart est un film américain réalisé par William Beaudine, sorti en 1928.

## Synopsis
Une jeune femme retourne chez elle visiter sa tante mais elle rencontrera des obstacles...

## Fiche technique
- Réalisation : William Beaudine
- Scénario : 	Juliet Wilbur Tompkins, Rufus McCosh, Adelaide Heilbron, Dwinelle Benthall
- Photographie : Sol Polito
- Montage : Frank Ware
- Producteur et distributeur : First National Pictures
- Durée : 70 minutes (7 bobines)[1]
- Date de sortie : 21 octobre 1928

## Distribution
- Mary Astor : Princess Delatorre / Ellen Guthrie
- Lloyd Hughes : Philip Lennox
- Louise Fazenda : tante Katie Boyd
- Lucien Littlefield : oncle Joe Boyd
- Thelma Todd : Ruby Boyd
- Raymond McKee : Milt D'Arcy
- Virginia Grey : Hazel Boyd
- Aileen Manning : tante Meta